# Twist and Shout (мини-альбом)
Twist and Shout («Вертись и кричи») — мини-альбом (EP), выпущенный группой «Битлз» 12 июля 1963 (на лейбле Parlophone, номер по каталогам — GEP 8882). Данный альбом стал дебютным мини-альбомом в официальной дискографии группы (ему предшествовал мини-альбом Тони Шеридана под названием My Bonnie, однако «Битлз» в то время ещё не были самостоятельной группой и выступали под названием «The Beat Brothers») и был выпущен лишь в моно-версии. Кроме Великобритании, альбом был выпущен также в Австралии, Аргентине, Германии, Испании и Новой Зеландии, причём отдельные издания мини-альбома содержали различные композиции.

## Список композиций
Ниже представлен список композиций в британском издании мини-альбома. Все композиции в исполнении «Битлз» были впервые опубликованы на первом студийном альбоме Please Please Me, вышедшем 11 февраля 1963 года.
Сторона «А»
1. «Twist and Shout» (Фил Медлей/Берт Рассел) — 2:33
2. «A Taste of Honey» (Бобби Скотт/Рик Марлоу) — 2:05

Сторона «Б»
1. «Do You Want to Know a Secret?» (Леннон — Маккартни) — 2:00
2. «There's a Place» (Леннон — Маккартни) — 1:53

## Участие в британском чарте мини-альбомов
- Дата вхождения в чарт: 20 июля 1963
- Высшая позиция: 1 (на протяжении 21 недели)[2]
- Всего времени в чарте: 64 недели[1]

## Интересный факт
Несмотря на то, что все песни с этого мини-альбома уже были доступны на студийном альбоме (вышедшем три с половиной месяца тому назад), данный мини-альбом до сих пор остаётся наиболее массово распроданным мини-альбомом в Великобритании — было продано более 800 тысяч копий.